# 亳州路街道
亳州路街道，是中华人民共和国安徽省合肥市庐阳区下辖的一个乡镇级行政单位。

## 行政区划
亳州路街道下辖以下地区：
水西门社区、钢苑社区、栢景湾社区、亳州城社区、古城社区、濉溪路社区、畅园社区、可苑社区和南国花园社区。